# بیگنت (دونات بالشی)
بیگنت یا دونات بالشی نوعی شیرینی سرخ شده با اصلات فرانسوی است. این شیرینی معمولاً از خمیر پفی تهیه می‌شود، اما می‌توان آن را با استفاده از آرد برنج یا خمیر مایه نیز تهیه کرد.

## انواع
روش سنتی برای تهیه بیگنت، استفاده از خمیر پفی است. اما به سبک فرانسوی، این خمیر را استفاده نمی‌کنند. برای تهیه دونات بالشی معمولاً با استفاده از کره، شیر یا آب، شکر، آرد و نمک خمیر درست می‌شود. خمیر پفی همه‌کاره است و در فرهنگ‌های متفاوت استفاده می‌شود. روش درست کردن بیگنت با خمیر پفی توسط مهاجران فرانسوی در دهه ۱۷۰۰ به نیواورلئان آورده شد.
انواع آن اغلب شامل استفاده موز یا موز پختنی یا انواع توت‌ها است. همچنین می‌توان این دونات را با موادی ماند گوشت و پنیر پر کرد.
بیگنت را می‌توان با خمیر مایه نیز درست کرد.
در کرس، بیگنت‌هایی که با آرد شاه بلوط درست می‌شوند به فریتلی معروف هستند.
در زبان فرانسوی کانادایی، دونات‌ها به‌طور متناوب به عنوان بیگن یا بیگنت شناخته می‌شوند.
در امپراتوری استعماری سابق فرانسه در غرب آفریقا، یک گلوله کوچک از خمیر سرخ شده است. در سنگال گاهی اوقات به جای آرد گندم از آرد ارزن درست می‌شود.

## ریشه‌ها

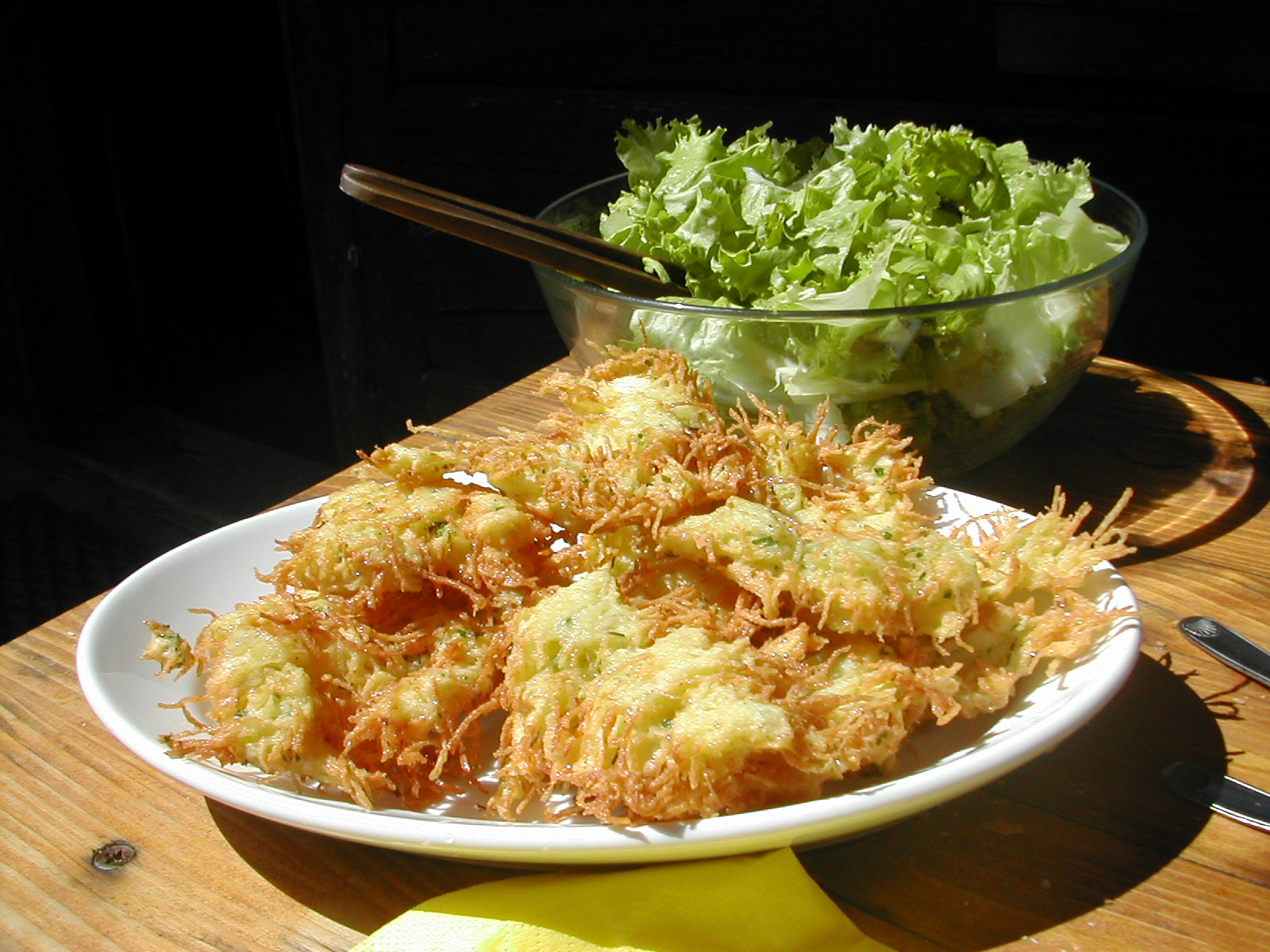
بیگنت اوت-ساووآ

انواع خمیر سرخ شده را می‌توان در غذاهای بین‌المللی یافت. با این حال، منشأ اصطلاح بیگنت به‌طور خاص فرانسه است. آنها در قرن ۱۸ توسط استعمارگران فرانسوی، همچنین توسط آکادی‌ها، به نیواورلئان آورده شدند و بخش بزرگی از پخت و پز خانگی شدند.

## لوئیزیانا
بیگنت‌ها در آشپزی به سبک لوئیزیانا معمولاً مربع یا مستطیل شکل هستند و از خمیری که با مخمر تهیه شده به جای خمیر پفی تهیه می‌شوند. در نیواورلئان، آنها اغلب به عنوان یک وعده صبحانه مصرف می‌شود.
در ایالات متحده، بیگنت در آشپزی کریول نیواورلئان رایج بوده است و ممکن است به عنوان دسر نیز سرو شود.
بیگنت یکی از دو دونات رسمی ایالتی است - تنها مورد دیگر پای کرم‌دار بوستونی، دونات ایالتی ماساچوست است.

## آماده‌سازی

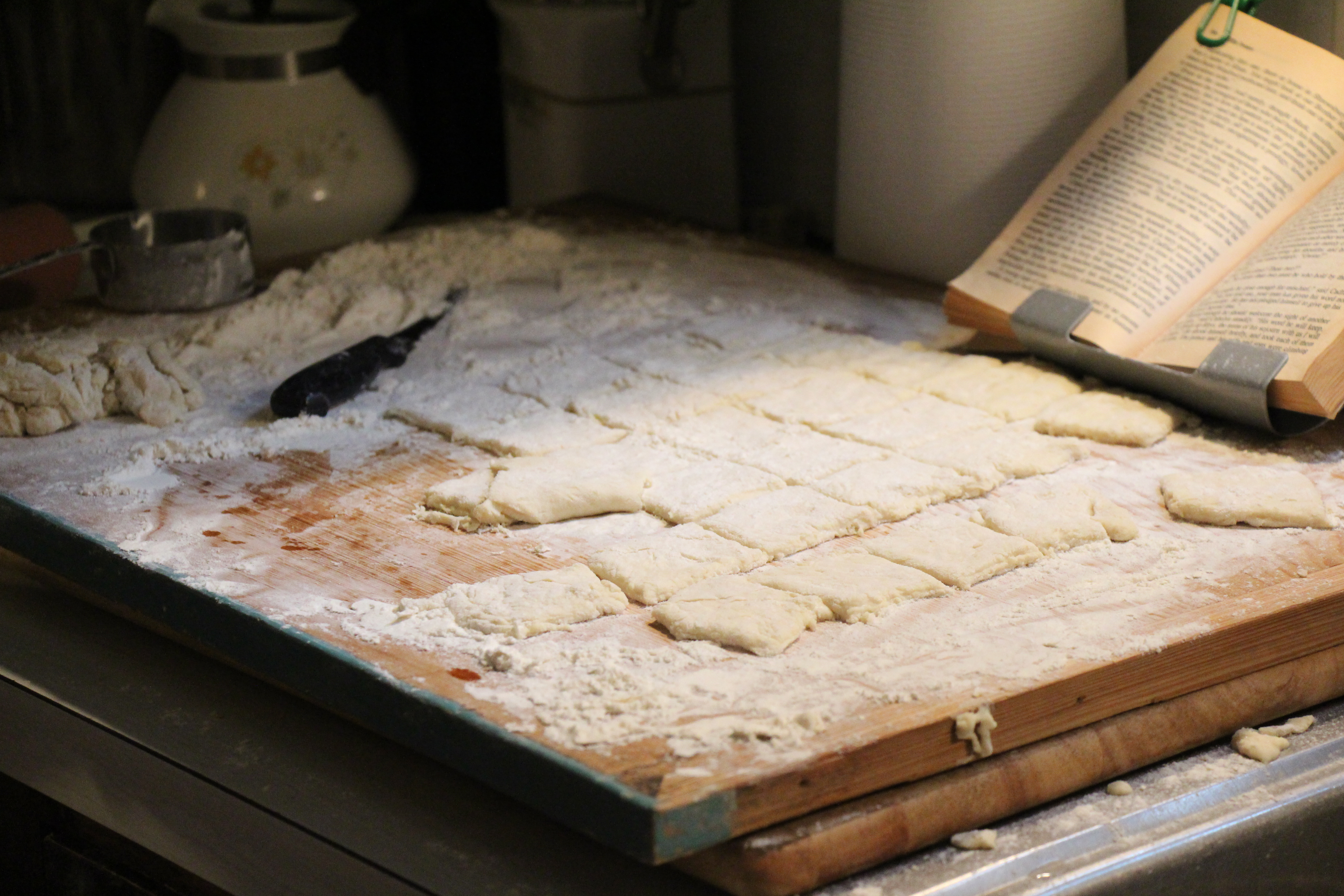
بیگنت قبل از سرخ کردن

موادی که برای تهیه بیگنت استفاده می‌شود معمولاً عبارتند از:
- آب ولرم
- شکر دانه ریز
- شیر تغلیظ شده
- آرد
- چرب‌مایه
- روغن یا چربی خوک، برای سرخ کردن
- شکر قنادی
- مخمر

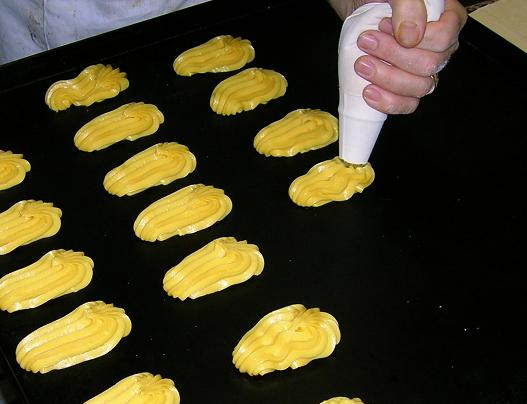
خمیر پفی برای تهیه بیگنت

آماده‌سازی بسته به نوع شیرینی متفاوت است. برای بیگنت‌های مخمری، مواد با هم ترکیب می‌شوند و خمیر به دست می‌آید، آن را پهن می‌کنند و سپس به صورت مربع برش می‌دهند و به مدت دو تا سه دقیقه سرخ می‌شوند. نتیجه یک شیرینی پف دار و قهوه ای طلایی است.